# Jerbus petits
Els jerbus petits (Gerbillinae) són una subfamília de rosegadors de la família dels múrids. Inclouen 16 gèneres i 103 espècies distribuïdes per Àfrica i Àsia, totes adaptades a medis àrids. La majoria són herbívors i de costums nocturns, encara que alguns també s'alimenten d'insectes i petits invertebrats. El nom és degut a la semblança en aspecte amb els jerbus autèntics, malgrat pertànyer a una família diferent.